# Jardín Botánico de Nasáu
El Jardín Botánico de Nassau (en inglés: Nassau Botanical Gardens) es un jardín botánico de 18 acres de extensión que se encuentra en Nassau, Bahamas. Su código de identificación internacional como institución botánica es NASS.

## Localización
Nassau Botanical Gardens, Department of Agriculture P.O. Box N 3028 Nassau Bahamas
Hay que pagar una pequeña tarifa de entrada.

## Historia
Fue creado en 1910.

## Colecciones
Este jardín botánico alberga más de 600 variedades de arbustos, árboles de flor tropicales 
- Colección de cactus.
- Colección de orquídeas de Bahamas y otras muchas exóticas.

El jardín botánico tiene varios senderos de visita entre ellos un sendero sensorial para disfrutar la visita con los dulces olores tropicales. 
El jardín mantiene un área para tener cuidado de los niños pequeños y que de este modo los adultos acompañantes puedan visitar el jardín con tranquilidad.